# Fatma Pesend Hanım
Fatma Pesend Hanım, död 1924, var elfte hustru till den osmanska sultanen Abd ül-Hamid II (regerande 1876–1909).